# Untergrundstadt Montreal

Logo der Untergrundstadt

Die Untergrundstadt Montreal (französisch Montréal souterrain oder Ville intérieure, englisch Underground City, offiziell auch RÉSO genannt) ist ein weit verzweigtes Netzwerk von Fußgängertunneln und unterirdischen Ladenpassagen in der Innenstadt von Montreal in Kanada. Der Name RÉSO ist vom phonetisch ähnlichen französischen Wort réseau (Netzwerk) abgeleitet. Das über 32 Kilometer lange Tunnelsystem gilt als größte Untergrundstadt der Welt und erstreckt sich über eine Fläche von zwölf Quadratkilometern im zentralen Stadtbezirk Ville-Marie. Auf diese Weise werden unter anderem zehn U-Bahn-Stationen, zwei Busbahnhöfe, die beiden Hauptbahnhöfe, Hunderte von Läden, Restaurants und Kinos, Hotels, drei Veranstaltungshallen, ein Eishockeystadion, diverse Büro- und Wohngebäude sowie zwei Universitäten miteinander verbunden. Etwa 80 % aller Büro- und 35 % aller Ladenflächen in der Innenstadt sind an die Untergrundstadt angeschlossen. Fußgänger können sich auf diese Weise vor allem im strengen Winter vor klimatischen Einflüssen geschützt in der Innenstadt bewegen.

## Geschichte

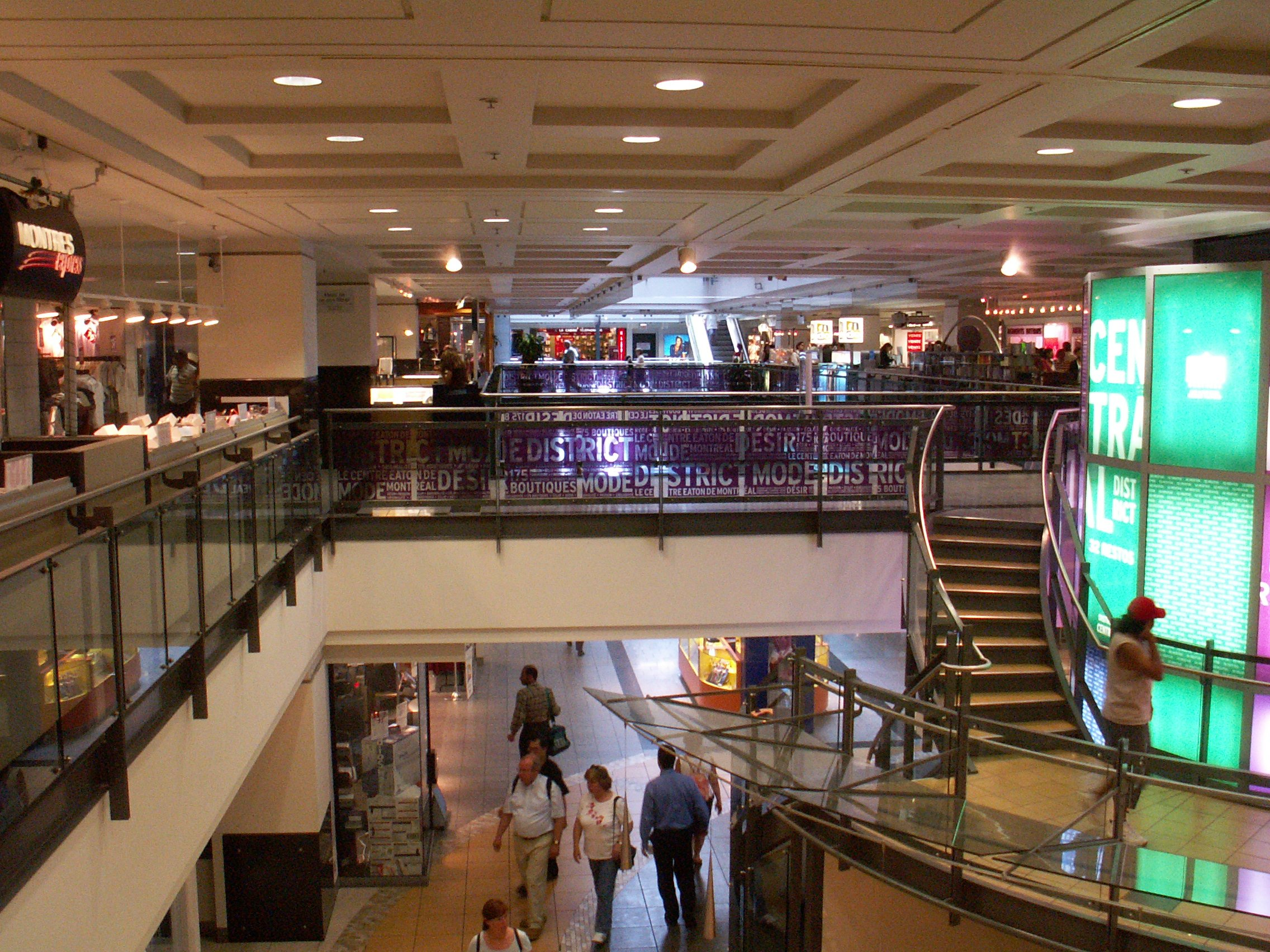
Ladenpassage zwischen den U-Bahn-Stationen McGill und Bonaventure

Die Idee der Untergrundstadt geht auf den Stadtplaner Vincent Ponte zurück. Der erste Teil entstand 1962 im Zusammenhang mit dem Bau des Wolkenkratzers Place Ville-Marie. Dieses Bürohochhaus erhielt ein unterirdisches Einkaufszentrum und einen Tunnel, der als Verbindung zum Hauptbahnhof Gare Centrale und zum Hotel Reine Élizabeth diente. Der Bau der Metro Montreal beschleunigte die Entwicklung. Ab 1966 verbanden Tunnel die Station Bonaventure mit dem Hotel Château Champlain, den Bürohochhäusern Place du Canada und Place Bonaventure sowie den Bahnhöfen Gare Centrale und Gare Windsor. Dieses Teilnetz bildet seither das Herzstück der Untergrundstadt.
Ebenfalls seit 1966 ist die Metrostation Square-Victoria–OACI mit der Tour de la Bourse, dem Sitz der Börse von Montreal, verbunden. Im selben Jahr wurden um die Metrostationen Berri-UQAM, Guy-Concordia und Atwater (teilweise auf dem Gebiet der Gemeinde Westmount) drei kleinere Tunnelnetzwerke eröffnet, die bis heute vom Hauptteil der Untergrundstadt getrennt sind. Ein weiteres wichtiges Teilnetz der Untergrundstadt stand ab 1974 zur Verfügung. Es verbindet die Metrostationen Place-des-Arts und Place-d’Armes mit dem Wolkenkratzer Complexe Desjardins, dem Regierungsgebäude Complexe Guy-Favreau und dem Kongresszentrum Palais de congrès de Montréal.
Die dritte Expansionsphase folgte zwischen 1984 und 1992. Um die Metrostationen Peel und McGill wurden drei miteinander verbundene unterirdische Einkaufszentren errichtet: Cours Mont-Royal, Place Montréal Trust und Promenades Cathédrale (letzteres direkt unter der anglikanischen Christ Church Cathedral). Die Station McGill war zuvor bereits mit den Warenhäusern The Bay und Eaton’s (heute Complexe Les Ailes), dem Centre Eaton sowie mit zwei kleineren Bürokomplexen verbunden gewesen.
Großprojekte wie 1000 de La Gauchetière (heute das höchste Gebäude Montreals), 1250 René-Lévesque und das Centre de commerce mondial de Montréal sorgten auch in den 1990er Jahren für eine bedeutende Erweiterung der Untergrundstadt. Obwohl diese Gebäude nur kleinere Ladenpassagen besitzen, dient der Zugang zur Untergrundstadt als Verkaufsargument für die Büroflächen. Außerdem verband ein neuer Tunnel zwischen dem Eaton Centre und dem Place Ville-Marie die zwei bedeutendsten Teilnetze miteinander. Der Bau des Eishockeystadions Centre Bell führte dazu, dass nun auch die Metrostation Lucien-L’Allier Anschluss an die Untergrundstadt hatte, ebenso der neue Vorortbahnhof Gare Lucien-L’Allier, der den Gare Windsor ersetzte.
Im Rahmen der Umgestaltung des Quartier international de Montréal in den Jahren 2000 bis 2003 konnten mehrere Segmente im Zentrum der Untergrundstadt mit durchgehenden Fußgängerkorridoren konsolidiert werden. Der Bau des ICAO-Hauptsitzes hatte den Bau einer Verbindung zwischen den Metrostationen Place Bonaventure und Square-Victoria–OACI zur Folge. Letztere wurde über ein neues Gebäude der Rentenversicherung CDPQ und einen Tunnel unter dem Place Jean-Paul Riopelle mit den Palais des congrès und der Metrostation Place-d’Armes verbunden.
2004 erhielten die Segmente der Untergrundstadt eine gemeinsame Dachmarke namens RÉSO, eine lautmalerische Umschreibung des französischen Wortes réseau (Netz). Das Quadrat mit dem „O“ samt Pfeil ist zugleich das Logo der U-Bahn.

## Zentrales Segment
Metro Peel
- Carrefour Industrielle-Alliance
  - Cinema Banque Scotia (IMAX)
  - Simons

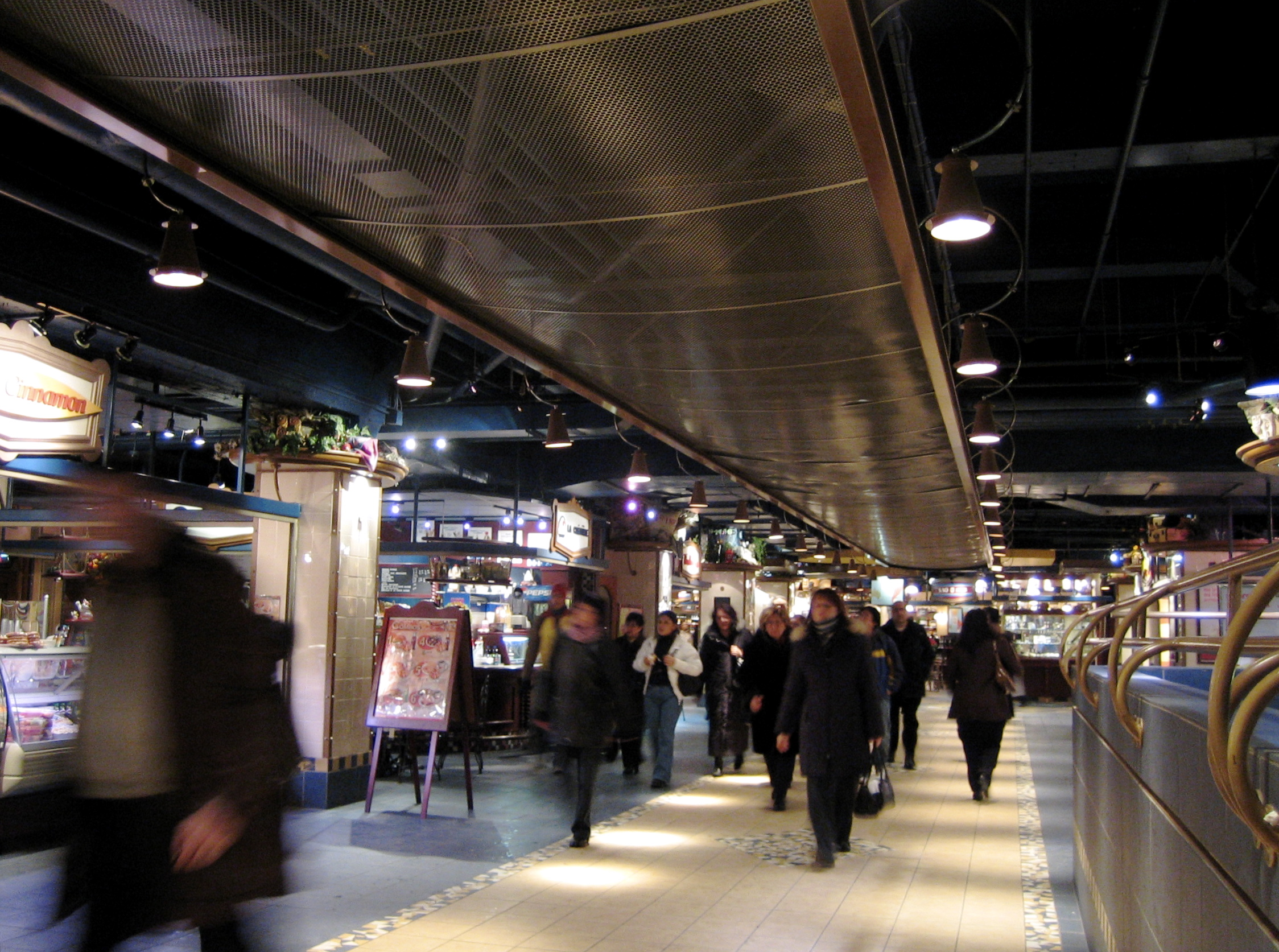
Halles de la gare unter dem Hauptbahnhof Gare Centrale

  - (Zugang zu Metro McGill via Place Montréal Trust)
- Royal & Sun Alliance
- Tour La Maritime
- Place Montreal Trust
- Tour Scotia
- Centre Mont-Royal
- Le 2000 Peel
- Roots Canada
- Les Cours Mont-Royal

Metro McGill
- Centre Eaton/Tour McGill
  - (Zugang zu Metro Bonaventure via Place Ville-Marie/Gare Centrale)
- Place Montreal Trust
  - (Zugang zu Metro Peel via Carrefour Industrielle-Alliance)
- Tour Industrielle-Vie
- 1801 McGill College Avenue
- Le Centre 2020 University
- Place London Life/Les Galeries 2001 University
- McGill University (Gebäude 688 Sherbrooke)
- The Bay
- Le Parkade (2021 Union)
- Promenades Cathédrale/Tour KPMG
- Complexe Les Ailes (früher Eaton’s)

Metro Bonaventure
- Place Bonaventure
  - Hauptsitz der Société de transport de Montréal
  - (Zugang zu Metro Square-Victoria–OACI via ICAO-Gebäude)
- Place Ville-Marie
  - (Zugang zu Metro McGill via Centre Eaton)
- Gare Windsor
  - (Zugang zu Metro Lucien-L’Allier via Centre Bell)
- 1250 René-Lévesque
- Place du Canada
- Gare Centrale (Via Rail, exo und Amtrak)
  - Les Halles de la Gare
  - Hauptsitz der Canadian National Railway
- Hotel Reine Élizabeth
- Hotel Château Champlain
- 1000 de La Gauchetière
  - Terminus Centre-ville (Busbahnhof für Vorortslinien)

Metro Lucien-L’Allier
- Centre Bell
  - (Zugang zu Metro Bonaventure via Gare Windsor)
- Gare Lucien-L’Allier (Bahnhof für Vorortszüge)
- Gare Windsor

Metro Square-Victoria–OACI
- Hauptsitz der ICAO
  - (Zugang zu Metro Bonaventure via Place Bonaventure)
- Place de la Cité internationale
  - Centre CDP Capital
  - W Hotel
  - (Zugang zu Metro Place-d’Armes via Palais des congrès)
- Centre de commerce mondial de Montréal
  - Canada Steamship Lines
  - Hotel Intercontinental
  - Hotel St. James
- Square Victoria
  - Tour de la Bourse (Börse Montreal)
  - Hotel Delta Centre-Ville
- Tour de La Banque Nationale
- 700 de la Gauchetière
- 1080 Côte du Beaver Hall

Metro Place-d’Armes
- Palais des congrès de Montréal
  - (Zugang zu Metro Square-Victoria–OACI via Place de la Cité internationale)
- Complexe Guy-Favreau (kanadische Bundesregierung)
  - (Zugang zu Metro Place-des-Arts via Complexe Desjardins)

Metro Place-des-Arts
- Complexe Desjardins
  - Hotel Hyatt Regency
  - (Zugang zu Metro Place-d’Armes via Complexe Guy-Favreau)
- Université du Québec à Montréal
  - Président-Kennedy
  - Sherbrooke
  - Arts IV
- Place des Arts
  - Musée d’art contemporain de Montréal
- Édifice Hydro-Québec

## Nicht miteinander verbundene Segmente
Metro Berri-UQAM
- Université du Québec à Montréal
  - Judith-Jasmin
  - Athanase-David
  - Hubert-Aquin
- Grande Bibliothèque
- Gare d’autocars de Montréal (Busbahnhof für Überlandlinien)
- Place Dupuis
- Hôtel des Gouverneurs

Metro Guy-Concordia
- Concordia University
  - Guy Metro Annex
  - Engineering, Computer Science and Visual Arts Complex
  - John Molson School of Business
  - JW McConnell Library

Metro Atwater (in Westmount)
- Place Alexis Nihon
- Westmount Square
- Dawson College